# Szabadság
Szabadság (/ˈsɒbɒdʃaːg/) est un quotidien roumain de langue hongroise fondé en 1989 à Cluj-Napoca.